# Усть-Пожва (Юсьвинский район)
Усть-Пожва — деревня в Юсьвинском муниципальном округе Пермского края России.

## Географическое положение
Деревня расположена в восточной части Юсьвинского муниципального округа на правом берегу Камы на расстоянии примерно 2 километра на юго-запад от поселка Пожва.

## История
Упоминалась с 1715 года. После строительства Пожевского и Майкорского заводов превратилась в речной порт местного промышленного узла, конечный пункт узкоколейной железной дороги. Усть-Пожва имела статус села. В советское время создается колхоз «Кама», который вошел потом в более крупное аграрное объединение. С 1941 по 1954 год здесь находился ИТК «Усольлаг» строгого режима (до 1400 заключенных), с 1944 по 1946 год — концлагерь немецких военнопленных. До 2020 года входила в состав Пожвинского сельского поселения Юсьвинского района.

## Климат
Климат умеренно-континентальный. Средняя температура июля +17,7°С, января –15,8°С. Среднегодовое количество осадков составляет 664 мм, причем максимальное суточное количество достигает 68 мм, наибольшая высота снежного покрова 66-93см. Средняя температура зимой  (январь)- 15,8°С (абсолютный минимум - 53°С), летом (июль)+ 17,7 °С (абсолютный максимум + 38°С). Заморозки в воздухе заканчиваются в III декаде мая, но в отдельные годы заморозки отмечаются в конце апреля или начале июня. Осенние заморозки наступают в первой-начале второй декаде сентября. Средняя продолжительность безморозного периода 100 дней.

## Население
Постоянное население составляло 52 человека (83% русские) в 2002 году,  34 человека в 2010 году.    